# 山田千晴
山田 千晴（やまだ ちはる、1990年7月26日 - ）は、日本の元女優、声優。2021年に早稲田大学より博士（文学）を取得。

## 出演作品

### テレビドラマ
- せいぎのみかた第7回「ぼくはきみをまもる」第9回「盗聴・恋人の秘密」（1997年5月26日,6月9日、日本テレビ）
- D×D 第4話「河童と天使と夏の日の恋」（1997年7月26日、日本テレビ）
- 君の手がささやいている 第1章 (少女時代の美栄子)（1997年12月15日、テレビ朝日）
- ウルトラマンダイナ  第25話「移動要塞浮上せず！(前篇)」第26話「移動要塞浮上せず！(後編)」（1998年2月28日,3月7日、TBS）
- 君の手がささやいている 第2章（幼少時代の美栄子）（1998年10月1日、テレビ朝日）
- 大河ドラマ徳川慶喜 第45回「大政奉還」第47回「朝敵」（1998年11月15日,11月29日、NHK）
- 連続テレビ小説すずらん第125回 (NHK)
- スキッと一心太助第7話「タライが行く!」第16話「恋する男の心意気」（1999年10月22日,2000年1月14日、NHK）

### その他テレビ作品
- 英語であそぼ（1998年、NHK）
- 天才てれびくんワイドザ・ドリームサーフィン第37話 （淳の妹）（2000年7月5日、NHK）
- 映画楽園 〜シネパラ〜 ナレーター
- THE NEXT 金曜ロードショー（「映画楽園 〜シネパラ〜」番組内コーナー） アシスタント・ナレーター

### 吹き替え（映画）
- 金曜ロードショー ベイブ（ベイブ）（1999年3月19日、日本テレビ）
- 金曜ロードショー ザ・エージェント（レイ・ボイド）（2000年3月3日、日本テレビ）
- タイタンズを忘れない（ニッキー・ブーン）（2001年）
- アニマルレスキューキッズ 第32話「消えたマスコット」（テレサ）（2001年5月15日、NHK）
- 金曜ロードショー 沈黙の陰謀（ホリー）（2001年10月5日、日本テレビ）
- ハリー・ポッターと賢者の石（ジニー・ウィーズリー）（2001年）
- 金曜ロードショー ベイブ/都会へ行く（ベイブ）（2002年、日本テレビ）

### 吹き替え（アニメ）
- マドレーヌとすてきな家族（フィーフィー）（2000年）
- ディズニー映画ラマになった王様（チャカ）（2001年）
- ガンビー（ミンガ）（2001年）

### 舞台
- 1996年 ミュージカル「アニー」（モリー）